# Cigüeña (instrumento de tortura)

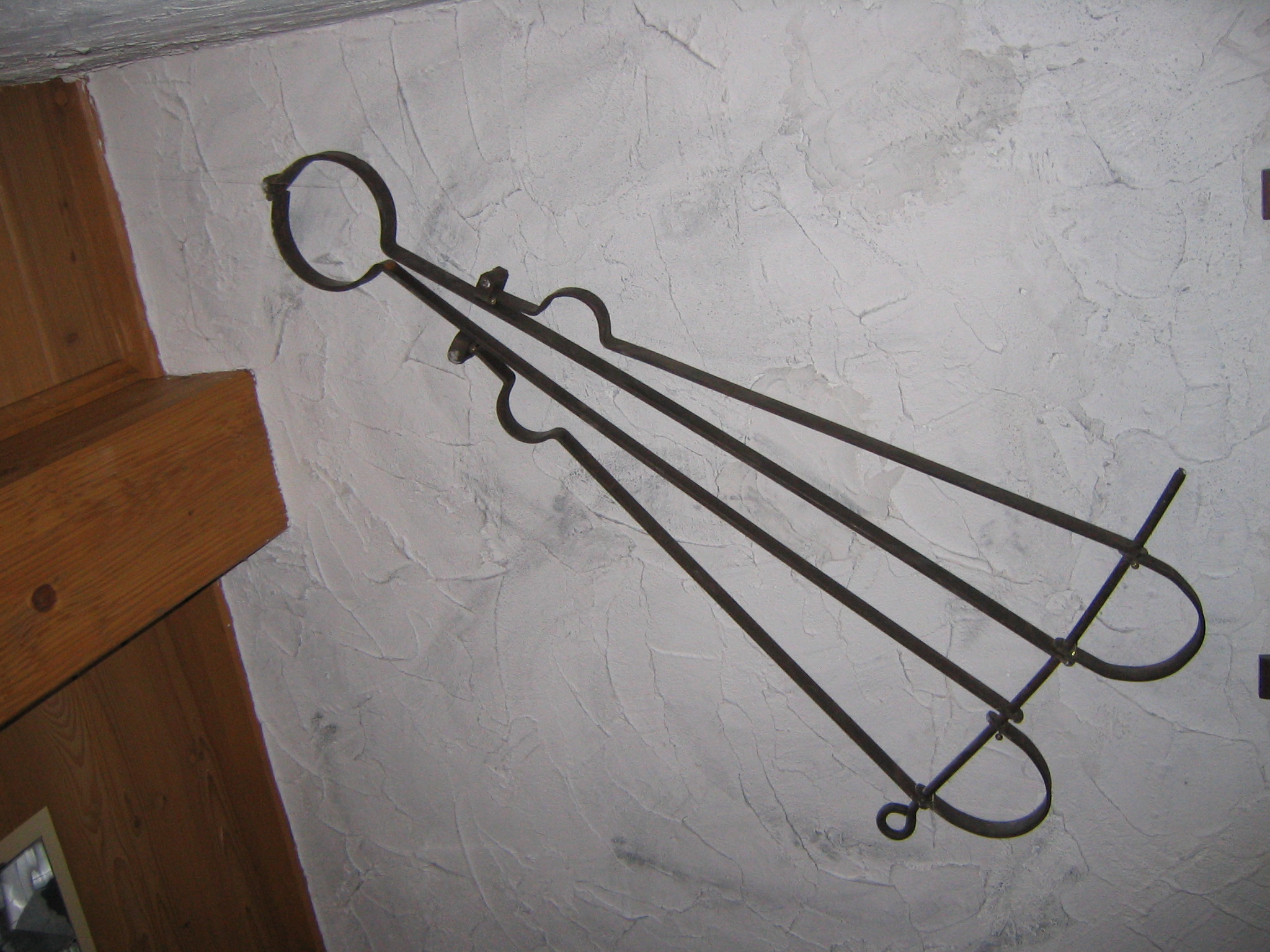
Imagen de una cigüeña conservada en el Museo de la tortura de Friburgo.

La cigüeña es un instrumento de tortura en el que no se aprecia a simple vista el dolor que puede causar, puesto que en apariencia su principal función es la de inmovilizar a la víctima. La cigüeña, en sí, es un aparato hecho de hierro que sujetaba al condenado por el cuello, manos y tobillo, y lo sometía a una posición incómoda que provocaba calambres en los músculos rectales y abdominales, y a las pocas horas de todo el cuerpo.
La víctima que estaba sujeta a este instrumento sufría de calambres de diferente magnitud, en este orden: primero en los abdominales y rectales, luego en los pectorales, cervicales y en las extremidades. Al cabo de unas horas, el dolor se volvía insufrible y continuo, sobre todo en abdomen y recto. Mientras se sufrían los terribles dolores el condenado podía ser quemado, mutilado o golpeado hasta la muerte.